# 日本マーケティング協会
公益社団法人日本マーケティング協会（にほんマーケティングきょうかい、英: Japan Marketing Association）は、マーケティングに関する普及啓発、調査研究、研修・セミナー、情報提供、検定事業、国際交流事業などを実施している公益法人。元経済産業省所管。

## 概要
日本マーケティング協会（JMA）は、日本のマーケティングの進歩・発展に貢献することを目的に1957年（昭和32年）10月に設立された。

## マーケティングの定義
日本マーケティング協会は最新のマーケティングの定義を制定した（2024年1月）。 
（マーケティングとは）顧客や社会と共に価値を創造し、その価値を広く浸透させることによって、ステークホルダーとの関係性を醸成し、より豊かで持続可能な社会を実現するための構想でありプロセスである。 
注1）主体は企業のみならず、個人や非営利組織等がなり得る。
注2）関係性の醸成には、新たな価値創造のプロセスも含まれている。
注3) 構想にはイニシアティブがイメージされており、戦略・仕組み・活動を含んでいる。
＜英訳＞
Marketing is processes, strategies, and activities aimed at co-creating value with customers
and society while fostering relationships with stakeholders through the extensive
dissemination of this value. Its overarching objective is to advance a more prosperous and
sustainable societal paradigm.
Note 1: The subjects of this definition encompass corporations, individuals, non-profit
organizations, and other stakeholders.
Note 2: The term 'fostering relationships' implies the process of generating new value.

## マーケティング検定
日本マーケティング協会が設立60周年を機に創設したマーケティングの理解度を測るための公的資格。内閣府の認定を受けた日本唯一のビジネス資格（2017年9月認可）。各業界の大手企業を中心に昇進／昇格試験や社員教育、大学や専門学校の単位認定などに導入されている。受験方式は3級試験と2級試験がCBT試験方式、1級試験は筆記試験方式。